# Leopard (1928)
Le Leopard est un torpilleur de la classe Type 1924 de la Reichsmarine puis de la Kriegsmarine.

## Histoire
Le torpilleur est construit en même temps que le Jaguar au Reichsmarinewerft. Les deux bateaux ainsi que les sister-ships Tiger et Luchs sont lancés le 15 mars 1928 après un discours de baptême de l'amiral Iwan Oldekop. Marion von Laffert, dont le père, Hans von Laffert, korvettenkapitän du croiseur auxiliaire SMS Leopard, est mort sur son navire en 1917, participe à la cérémonie.
Le 15 août 1929, le navire est placé dans la 3e flottille. Lors d'un exercice le 29 octobre, le Leopard entre en collision avec le SMS Schleswig-Holstein. Le Luchs le ramène à Kiel, puis il part à Wilhelmshaven pour être réparé. Du 2 avril au 18 juin 1930, il fait une tournée en mer Méditerranée. En octobre 1932, le bateau est mis hors service et remplacé par l'Iltis.
Le Leopard est remis en service le 29 juillet 1933 en remplacement du Seeadler dont il reçoit l'équipage. Il prend la tête de la 2e flottille de torpilleurs jusqu'en mai 1937, le destroyer Z 1 Leberecht Maass lui succède. En juillet 1936, le Leopard en compagnie du Seeadler, du Albatros et du Fuchs prend la direction de l'Espagne. La tâche principale du Leopard est d'abord l'assistance aux réfugiés. Le navire fait escale à Séville puis sert à la libération du consul allemand de Malaga. Le 20 août, il revient en Allemagne. Il est de nouveau en Espagne en octobre-novembre 1936 et en mai-juin 1937. Il prend part au bombardement d'Almería par l'Admiral Scheer. Il est présent en Espagne une dernière fois de juillet à octobre 1937. Le 28 octobre, le bateau est à nouveau hors service.
Le Leopard est de nouveau en service le 29 mars 1938. Il va en Espagne au sein de la 4e flottille de juin à août 1938. En mars 1939, il se pose devant le territoire de Memel à l'occasion de la visite d'Adolf Hitler.
Avant le déclenchement de la Seconde Guerre mondiale, le bateau fait des missions de surveillance en mer Baltique. Au début de la guerre, le navire fait des poses de mines jusqu'en mars 1940 puis des missions de sauvegarde et d'escorte. En novembre 1939, il accompagne le Nürnberg et le Köln le 13 et le Nürnberg et le Leipzig le 17. Le 31 mars 1940, il accompagne le croiseur auxiliaire Atlantis, endommagé, le long de la baie Allemande. Pendant l'opération Weserübung, il se pose devant Bergen. Il repart le 9 avril avec le Wolf et le Köln et arrive à Wilhelmshaven le 11.
Le 29 avril 1940, le Leopard participe à une pose de mines par le Preußen dans le Skagerrak. Les deux navires se heurtent dans la nuit du 30 avril. Le Leopard coule. Parmi les membres d'équipage qui trouvent la mort, il y a le fils du chef de la flottille Wilhelm Marschall. Les survivants sont récupérés par le Preußen.

## Commandement
| 15. août à octobre 1929           | Kapitänleutnant Gerhard Wagner              |
| Octobre 1929 à septembre 1931     | Kapitänleutnant Friedrich Traugott          |
| Septembre 1931 à 1er octobre 1932 | Oberleutnant zur See Hans-Joachim Gloeckner |
| 20 juillet à septembre 1933       | Kapitänleutnant Alfred Schulze-Hinrichs     |
| Septembre 1933 à octobre 1935     | Kapitänleutnant Heyke                       |
| Octobre 1935 au 28 octobre 1937   | Kapitänleutnant Heinz von Davidson          |
| 29 mars à avril 1938              | Kapitänleutnant Wolf Henne                  |
| Avril 1938 à octobre 1939         | Kapitänleutnant Karl Kaßbaum                |
| Octobre 1939 au 30 avril 1940     | Kapitänleutnant Hans Trummer                |